# افسون‌شده (موسیقی متن)
افسون‌شده (انگلیسی: Enchanted) موسیقی متن فیلم ۲۰۰۷ دیزنی با همین نام است. این فیلم در ۲۰ نوامبر ۲۰۰۷ توسط والت دیزنی رکوردز منتشر شد و شامل ۱۵ آهنگ صوتی است، از جمله پنج آهنگ اصلی استفاده شده در فیلم و همچنین موسیقی فیلم. این ترانه‌ها و موسیقی توسط مایکل کوزارین و توسط استودیوی هالیوود سمفونی اجرا شده‌است. اگرچه "Ever Ever Ever After" به صورت تک آهنگ منتشر نشد، اما یک موزیک ویدئو از این آهنگ ساخته شد و در سی دی گنجانده شده‌است.

## لیست آهنگ‌ها
موسیقی همهٔ ترانه‌ها توسط تمامی آهنگ‌ها ساخته‌شده توسط آلن منکن با شعرهایی از استفان شوارتز بجز آهنگ شماره ۱۵ که نوشتهٔ جک بروکس و هری وارن. کلیه امتیازات تهیه شده توسط «منکن» ساخته و تولید شده‌است. تمام آهنگ‌ها توسط منکن و شوارتز تولید شده‌است بجز آنگ شماره ۵ که توسط مارک برایت و آهنگ شماره ۱۵ توسط بلیک نیلی تهیه شده‌است. ساخته شده‌است.
| شماره      | نام                                | هنرمندان ضبط‌کننده        | مدت   |
| ---------- | ---------------------------------- | ------------------------ | ----- |
| ۱.         | «بوسهٔ عشق واقعی»                   | ایمی آدامز و جیمز مارسدن | ۳:۱۳  |
| ۲.         | «آهنگ کار مبارک»                   | ایمی آدامز               | ۲:۱۱  |
| ۳.         | «اینگونه می‌دانید»                  | ایمی آدامز               | ۳:۴۹  |
| ۴.         | «Ever Ever After» (Record Version) | کری آندروود              | ۳:۳۱  |
| ۵.         | «بسیار نزدیک»                      | Jon McLaughlin           | ۳:۴۹  |
| ۶.         | «Andalasia» (Score)                | آلن منکن                 | ۱:۴۷  |
| ۷.         | «Into the Well» (Score)            | آلن منکن                 | ۴:۴۲  |
| ۸.         | «Robert Says Goodbye» (Score)      | آلن منکن                 | ۳:۱۶  |
| ۹.         | «Nathaniel and Pip» (Score)        | آلن منکن                 | ۴:۰۳  |
| ۱۰.        | «Prince Edward's Search» (Score)   | آلن منکن                 | ۲:۲۴  |
| ۱۱.        | «Girls Go Shopping» (Score)        | آلن منکن                 | ۱:۴۱  |
| ۱۲.        | «Narissa Arrives» (Score)          | آلن منکن                 | ۱:۳۴  |
| ۱۳.        | «Storybook Ending» (Score)         | آلن منکن                 | ۱۰:۴۴ |
| ۱۴.        | «Enchanted Suite» (Score)          | آلن منکن                 | ۴:۳۶  |
| ۱۵.        | «That's Amore»                     | جیمز مارسدن              | ۳:۰۵  |
| مجموع مدت: | مجموع مدت:                         | مجموع مدت:               | ۵۸:۴۷ |